# Allan Svensson

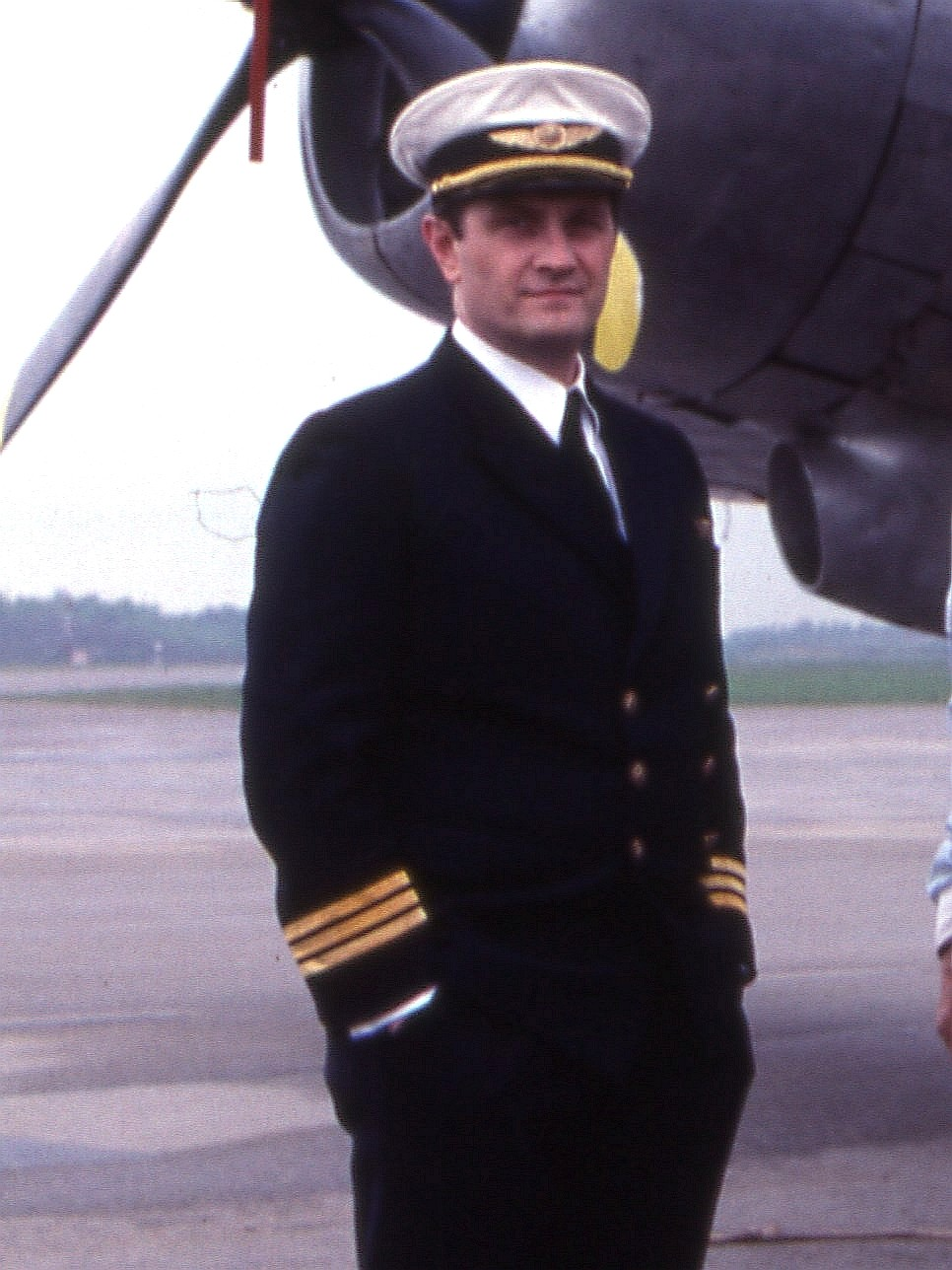
Allan Svensson (1990)

Dan Allan Waldemar Svensson (* 16. Februar 1951 in Värnamo, Schweden; † 17. November 2024) war ein schwedischer Schauspieler.

## Leben
Allan Svensson wuchs in Tranemo auf. Ab Mitte der 1970er Jahre studierte er sowohl Schauspiel an der Skara Skolscen als auch an der Theaterhochschule der Universität Göteborg. Von 1979 bis 1994 war er Ensemblemitglied am Stockholmer Stadttheater. Seine erste große Filmrolle hatte er als junger Erik in der 1978 ausgestrahlten beliebten schwedischen Fernsehserie Hedebyborna. In Deutschland wurde er durch seine Darstellung des Thomas Hartman an der Seite von Eva Röse in der Filmreihe Maria Wern, Kripo Gotland bekannt.

## Filmografie (Auswahl)
- 1985: August Strindberg – Ein Leben zwischen Genie und Wahn (August Strindberg: Ett liv)
- 1987: Don Juan
- 1988: Ausgetrickst (Strul)
- 1989: Im Zeichen der Schlange (Kronvittnet)
- 1991: Der Fassadenkletterer (Fasadklättraren)
- 1991: Schülermord (Rosenbaum)
- 1993: Rosenbaum – Die Zeugin (The Last Witness)
- 1995: Bert, die letzte Jungfrau (Bert – Den siste oskulden)
- 1996: Ellinors Hochzeit – Jawort mit Hindernissen (Ellinors bröllop)
- 1996: Zwei Helden (De største helte)
- 2000: Tod auf See (Hassel/Förgörarna)
- 2002: Karlsson vom Dach (Karlsson på taket)
- 2005: Mankells Wallander: Eiskalt wie der Tod (Bröderna )
- 2008–2018: Maria Wern, Kripo Gotland (Maria Wern, Filmreihe, achtzehn Folgen)
- 2008: Verdict Revised – Unschuldig verurteilt (Oskyldigt dömd, Fernsehserie, zwei Folgen)